# خانه امان‌الله‌خان صوفی
خانه امان‌الله خان صوفی مربوط به اواخر دوره قاجار است و در شهرستان املش، بخش رانکوه، مرکز روستای امام واقع شده و این اثر در تاریخ ۲ آبان ۱۳۸۲ با شمارهٔ ثبت ۱۰۵۸۵ به‌عنوان یکی از آثار ملی ایران به ثبت رسیده است.